# Nedim Gürsel

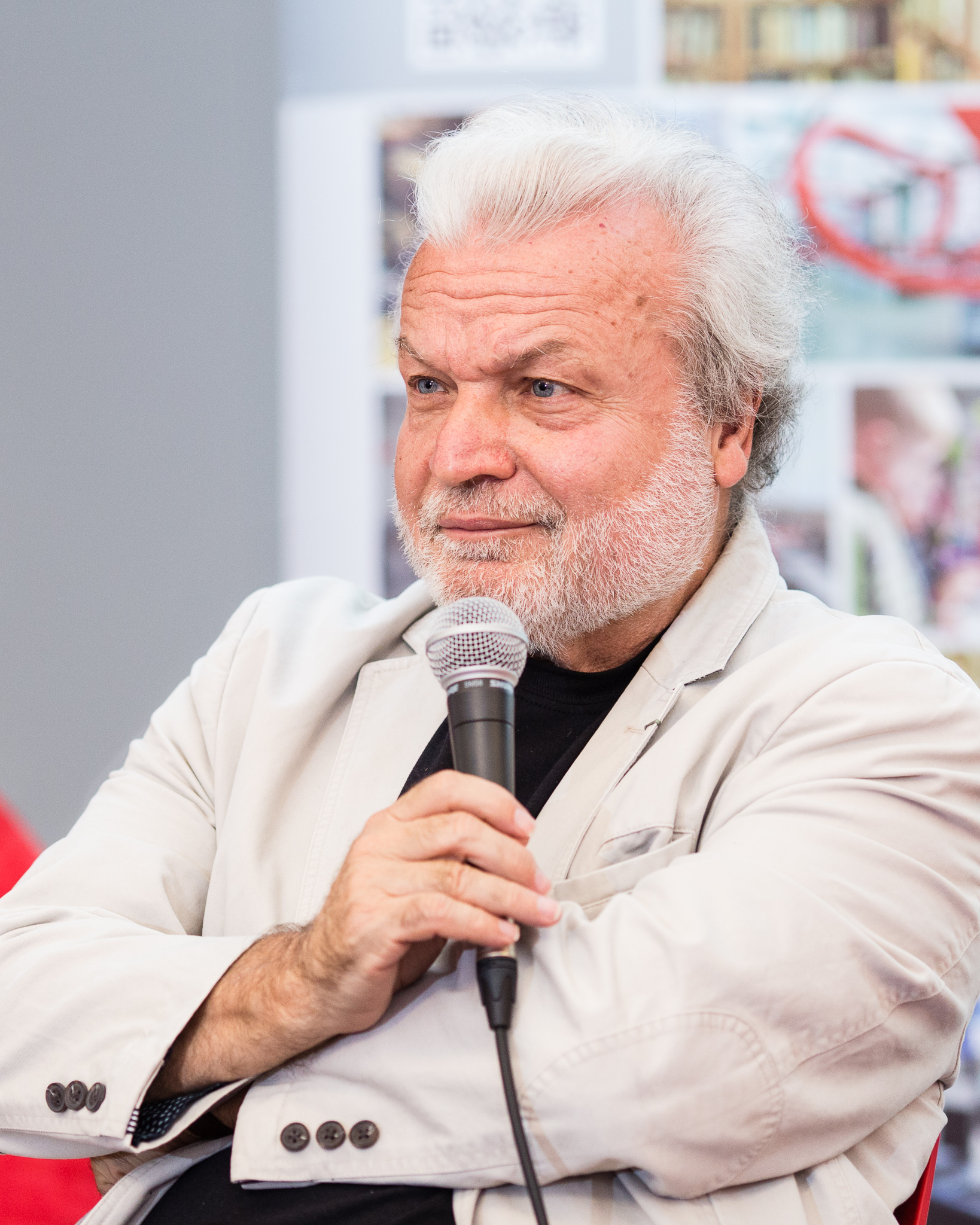
Nedim Gürsel (2018)

Nedim Gürsel (* 1951 in Gaziantep) ist ein türkisch-französischer Schriftsteller und Literaturwissenschaftler.
Gürsel machte seine ersten Veröffentlichungen in Literaturzeitschriften im Jahre 1969. Nachdem er 1970 das Elitegymnasium Galatasaray Lisesi in Istanbul absolviert hatte, studierte er an der Universität Paris (Sorbonne) Lettres modernes (neuere Literatur). Mit einer von René Étiemble betreuten Arbeit über Modernität und Tradition in der zeitgenössischen französischen und türkischen Dichtung an den Beispielen von Louis Aragon und Nazim Hikmet promovierte er (doctorat de 3e cycle) 1979 an der Universität Paris III (Sorbonne Nouvelle). 
Ab 1981 war er als wissenschaftlicher Mitarbeiter am Centre national de la recherche scientifique (CNRS) tätig, wo er 1998 zum directeur de recherche aufstieg. Parallel dazu lehrte er ab 1982 türkische Literatur und Übersetzungswissenschaft am Institut national des langues et civilisations orientales (INALCO). Seine Bücher wurden bisher in 12 Sprachen übersetzt, darunter auch Deutsch.
Von Gürsel sind bisher in den Zeitungen Milliyet, Cumhuriyet und Le Monde Artikel erschienen.
Laut dem internationalen Literaturfestival Berlin zählt Gürsel zusammen mit Orhan Pamuk und Yaşar Kemal zu den renommiertesten türkischen Autoren.
Die türkische Justiz führte gegen Gürsel ein Strafverfahren wegen „Verunglimpfung der religiösen Werte des Volkes“ durch. Gürsel habe durch Textstellen in seinem Buch „Allahs Töchter“ den Islam beleidigt. Gürsel äußerte sich folgendermaßen zu den Vorwürfen: „Ich bin überzeugt, dass ich die Religion nicht beleidigt habe. (....) Ich habe das Recht, die Religion zu kritisieren“. Am 25. Juni 2009 sprach ihn das verhandelnde Gericht frei.
Im Frühjahr 2019 war Gürsel Inhaber der Friedrich Dürrenmatt Gastprofessur für Weltliteratur an der Universität Bern.

## Romane in zeitlicher Reihenfolge
- Der Eroberer. btb Verlag, 2000, ISBN 3-442-72567-4.
- Turbane in Venedig. Roman, übersetzt von Monika Carbe. Ammann Verlag, Zürich 2002, ISBN 3-250-60034-2.
- Resimli Dünya. Edition Orient Vertrieb, 2002, ISBN 975-8440-23-3.
- Uzun Sürmüs Bir Yaz. Edition Orient Vertrieb, 2003, ISBN 975-293-122-7.
- Izler ve Gölgeler. Edition Orient Vertrieb, 2005, ISBN 975-293-304-1.
- Sieben Derwische. übersetzt von Monika Carbe, mit einem Vorwort von Gerhard Schweizer. Insel Verlag, Frankfurt am Main 2008, ISBN 978-3-458-17401-1.
- Allahs Töchter. übersetzt von B. Yurtdas. Suhrkamp Verlag, Berlin 2012, ISBN 978-3-518-42291-5.